# نسخة المخرج

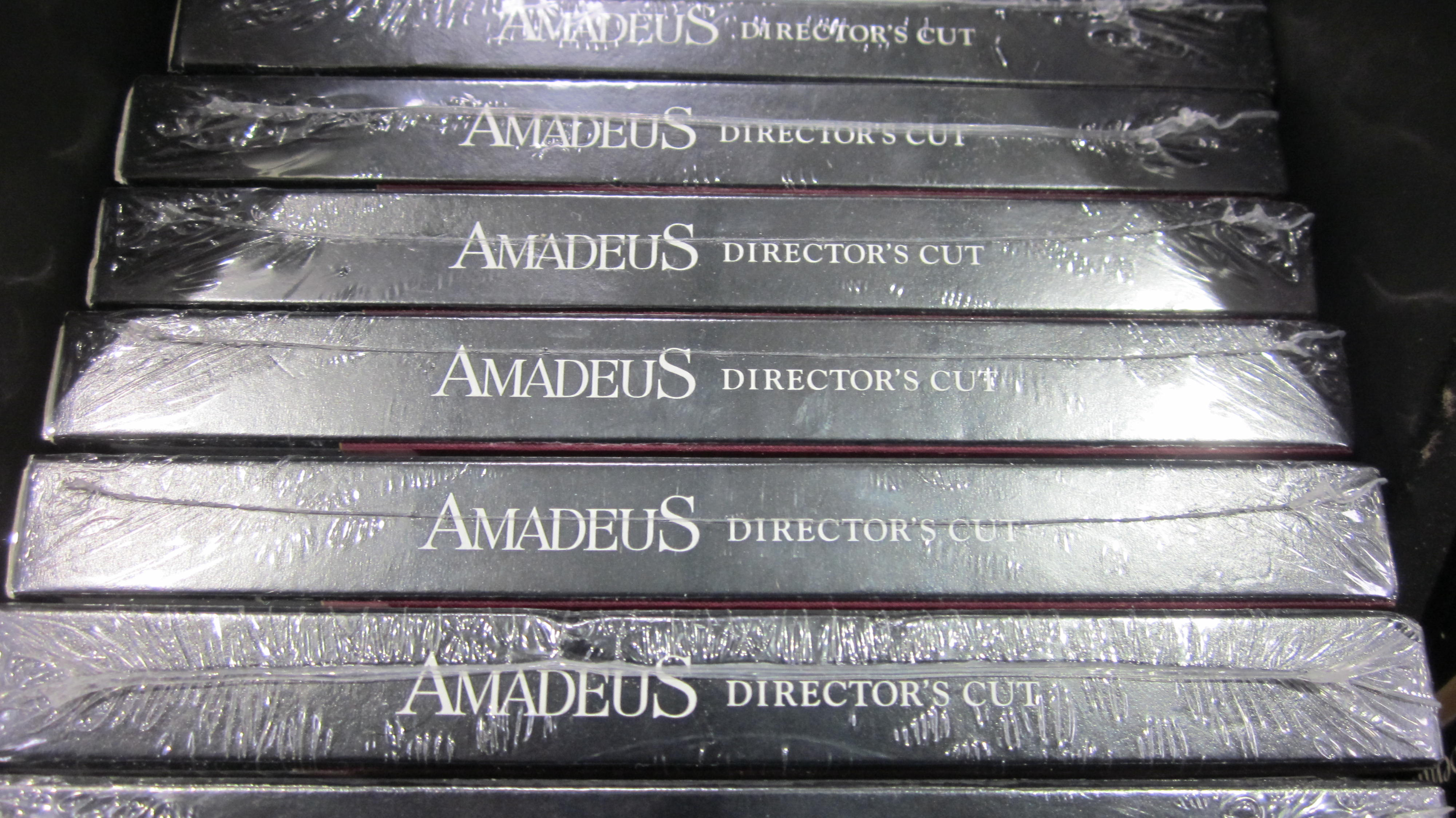
أقراص الDVD لمشاهدة الفلم السينمائي

نسخة المخرج هو مونتاج سينمائي لفيلم (أو حلقة تلفزيونية، موسيقى مصورة، إعلان تلفزيوني، لعبة فيديو) يمثل نظره المخرج للعمل. ويلي هذه النسخة، النسخة النهائية التي ستعرض للجمهور.
في كثير من الاحيان نسخة المخرج لا يراها الجمهور بسبب شركات الأنتاج والموزعين والاستديو (وأي شخص استثمر مال في الفيلم) يمكنه إضافة أو تغيير شيء في الفيلم ليكون ناجح أكثر في شباك التذاكر. وهذا يعني في بعض الأحيان نهاية أكثر سعادة أو غموضا أقل، أو استبعاد مشاهد من شأنها أن تكسب تصنيفا أكثر تقييدا للجمهور، ولكن في كثير من الأحيان يكون اختصار لمدة الفيلم لتوفير المزيد من العروض في اليوم الواحد.
ومع نهضة الاشرطة المنزلية، أصبح بالأمكان مشاهدة هذه النسخة وغالباً ما تحتوي على مشاهد أضافية وشخصيات أضافية، وتكون نسخة المخرج أطول من النسخة العادية.